# GREAT!
『GREAT!』（グレイト）は、韓国のアイドルグループMOMOLANDの3rdミニアルバムである。2018年1月3日にKakaoMより発売された。タイトル曲の「BBoom BBoom」はレトロ調サウンド、中毒性の高いメロディ、キャッチーなダンスで大ヒットを記録し、ミュージックビデオも4億回再生を突破している。

## 概要
作詞・作曲：新沙洞の虎、Bum & Nang。
韓国内でロングヒットを記録、各音楽番組でも初の1位を獲得し、7冠達成となった。
また、ビルボードワールドデジタルソングチャートでも第4位を記録した。

## トラックリスト
| #         | タイトル                                      | 作詞       | 作曲      | 編曲      | 時間  |
| --------- | --------------------------------------------- | ---------- | --------- | --------- | ----- |
| 1.        | 「뿜뿜 (BBoom BBoom)」                        | 新沙洞の虎 |           |           | 3:28  |
| 2.        | 「궁금해 (Curious)」                          |            |           |           | 3:16  |
| 3.        | 「Same Same」                                 |            |           |           | 3:18  |
| 4.        | 「Fly」                                       |            |           |           | 3:05  |
| 5.        | 「뿜뿜 (Bboom Bboom) (Instrumental)」         |            |           |           | 3:28  |
| 6.        | 「Wonderful love (EDM Ver.)" (instrumental)」 |            |           |           | 3:23  |
| 合計時間: | 合計時間:                                     | 合計時間:  | 合計時間: | 合計時間: | 19:58 |

## 盗作疑惑
ロシアの3人組女性歌手グループセレブロが2018年1月12日の公式Instagramにおいて、『BBoom BBoom』が2013年6月に発表した楽曲『Mi Mi Mi』の盗作であると投稿した。これを受けて作曲家の新沙洞の虎は「同ジャンルで多用される編曲のため似たように聴こえる」とイントロ部分などの類似性は認めながらも、「メロディやコード進行は明らかに異なる」として盗作の意図は否定した。